# Titing
Titing est une localité du Cameroun située dans la commune de Moutourwa, le département du Mayo-Kani et la Région de l'Extrême-Nord, au pied des monts Mandara, à proximité de la frontière avec le Tchad.

## Population
En 1970, Titing comptait 1 330 habitants, des Guiziga, des Peuls et des Guidar. À cette date la localité disposait d'une école publique à cycle incomplet. Un marché hebdomadaire s'y tenait le dimanche.
En 2005 le recensement a distingué deux localités, Titing Sarsar (2 412 habitants) et Titing Foulbé (711 habitants).

## Climat
Climat : tropical. Type selon Classification de Köppen : Aw. Température annuelle moyenne : 27,5 °C. Précipitations annuelles moyennes : 871 mm.

## Infrastructures
Titing dispose d'un lycée public général qui accueille les élèves de la 6e à la Terminale.